# Mostro (album Gianmaria)
Mostro è il primo album in studio del cantante italiano Gianmaria, pubblicato il 3 febbraio 2023 dalla Epic Records e Sony Music.

## Descrizione
Uscito a distanza di un anno dall'EP Fallirò, il disco è stato anticipato dal singolo La città che odi, con cui l'artista ha preso parte alla sedicesima edizione di Sanremo Giovani, festival musicale che ha selezionato sei artisti emergenti per il 73º Festival di Sanremo. Gianmaria è stato proclamato vincitore della serata, permettendo all'artista di competere al Festival di Sanremo 2023.
Nel gennaio 2023, attraverso il profilo Instagram dell'artista, vengono resi pubblici copertina, titolo e lista tracce. Nel mese di febbraio sono stati installati cartelloni pubblicitari nelle città di Roma e Milano atte a pubblicizzare l'uscita dell'album di debutto.
Il singolo omonimo, scritto dallo stesso Gianmaria insieme a Gianmarco Manilardi, Antonio Filippelli, Vincenzo Centrella e Vito Petrozzino, è stato presentato in occasione della prima serata del Festival di Sanremo 2023.

## Tracce
Testi e musiche di Antonio Filippelli, Gianmarco Manilardi e Gianmaria Volpato, Nicolas Biasin, eccetto dove indicato.
1. Mostro – 2:55 (testo: Antonio Filippelli, Gianmarco Manilardi, Gianmaria Volpato, Vincenzo Centrella e Vito Petrozzino)
2. La città che odi – 2:48 (testo: Antonio Filippelli, Gianmarco Manilardi, Gianmaria Volpato, Marco Spiaggiari e Rocco Giovannoni)
3. Se sono solo – 2:09 (testo: Gianmarco Manilardi e Gianmaria Volpato)
4. Migliore amico – 2:54
5. Cuore – 2:58
6. Paura di me – 2:04 (testo: Gianmarco Manilardi e Gianmaria Volpato)
7. Tieni giù le mani – 2:30 (testo: Gianmarco Manilardi, Gianmaria Volpato e Lorenzo Minozzi)
8. Popolare – 2:33 (testo: Antonio Filippelli, Francesca Calearo, Gianmarco Manilardi e Gianmaria Volpato)
9. Tutto quello che ho – 2:49 (testo: Gianmaria Volpato e Vincenzo Centrella)
10. Testamento – 3:09 (testo: Gianmarco Manilardi, Gianmaria Volpato e Nicolas Biasin)

Tracce bonus della riedizione digitale
1. Disco dance (feat. Francesca Michielin) – 3:02 (testo: Antonio Filippeli, Francesca Michielin, Gianmarco Manilardi, Gianmaria, Nicolas Biasin)
2. Quello che non c'è (feat. Manuel Agnelli) – 3:28 (testo: Andrea Viti, Dario Ciffo e Giorgio Prette)

## Classifiche
| Classifica (2023) | Posizione massima |
| ----------------- | ----------------- |
| Italia            | 20                |